# Arde Madrid
Arde Madrid es una miniserie de televisión original de Movistar+ producida en España. Creada por Anna R. Costa y Paco León, interpretada por Paco León , codirigida por ambos y escrita por Paco León, Anna R. Costa y Fernando Pérez. Es la primera serie de televisión de pago rodada en blanco y negro. Consta de ocho episodios, de unos 30 minutos de duración aproximada cada uno. El preestreno de la serie se realizó en el Festival de Cine de San Sebastián. La serie se estrenó el 8 de noviembre de 2018 en la plataforma Movistar+.
A pesar de haber sido concebida desde el comienzo como una miniserie, la gran recepción de público y crítica de Arde Madrid hizo que sus creadores decidieran comprometerse a una segunda temporada, anunciada en noviembre de 2018. Pero finalmente la decisión se revirtió en mayo de 2019, cuando León y Costa admitieron que creativamente no tenían lo suficiente para hacer una nueva tanda de episodios, y menos para poder hacerlos en el tiempo que Movistar+ les requería.

## Sinopsis
Narra la vida de la actriz norteamericana Ava Gardner durante su residencia en Madrid en los años 60, desde el punto de vista de sus empleados domésticos y en plena época franquista. Su alocada vida junto a una élite de artistas,  aristócratas y extranjeros de lo que fue la  Dolce Vita madrileña, es punto de mira del régimen franquista en el poder, en una España conservadora en la que "la gente de fuera se corría juergas", sexo, whisky y rock and roll, mientras "la clase trabajadora llevaba una vida pobre e ignorante de lo que ocurría fuera de sus fronteras".

## Producción y localización
La serie se localiza en la ciudad de Madrid, donde se ruedan muchos de los exteriores de la misma.

## Elenco y personajes

### Principales
- Inma Cuesta como Ana Mari
- Paco León como Manolo, chófer de Ava Gardner
- Debi Mazar como Ava Gardner
- Anna Castillo como Pilar
- Julián Villagrán como Floren
- Ken Appledorn como Bill Gallagher, secretario de Ava Gardner
- Osmar Núñez  como General Perón
- Fabiana García Lago como Isabelita Perón

### Secundarios
- Melody como Carmen Sevilla (Episodio 1; Episodio 4)
- Craig Stevenson como Samuel Bronston (Episodio 1; Episodio 4; Episodio 7 - Episodio 8)
- Miguel Lago como Borracho Meón (Episodio 1)
- Estefanía de los Santos como Campera (Episodio 2)
- Miren Ibarguren como Lucero (Episodio 3; Episodio 7 - Episodio 8)
- Mariola Fuentes como Lola Flores (Episodio 4)
- Pol Vaquero como El Pescailla (Episodio 4)
- Elena Furiase como Carmen Mateo (Episodio 4)
- Eugenia Martínez de Irujo como Duquesa de Alba (Episodio 4)
- Rebeca Lutu como Marisol (Episodio 4)
- María Ordóñez como Lucía Bosé (Episodio 4; Episodio 8)
- Raquel Infante como Marujita Díaz (Episodio 4)
- Fanny Gautier como Anline Griffit (Episodio 4 - Episodio 5)
- Manuel Manquiña como Joyero (Episodio 5; Episodio 7)
- Fernando Andina como Luis Figueroa (Episodio 5)
- Secun de la Rosa como Señor Salamanca (Episodio 5)
- María Hervás como Isabel (Episodio 6 - Episodio 7)
- Eloi Costa como Galán (Episodio 6)
- Cristina Alarcón como Carmen Cervera (Episodio 7)
- Miranda Makaroff como Joven Pija (Episodio 8)
- Pepa Charro como Mujer Dragón (Episodio 8)
- Belén López como Señora Elegante (Episodio 8)
- Moreno Borja como Vargas (Episodio 1-8)

#### Colaboraciones especiales
- Carmen Machi como Clara Pérez (Episodio 1 - Episodio 2; Episodio 4; Episodio 6)
- Silvia Tortosa como Julia (Episodio 2)
- Carmina Barrios como la Sansona del siglo XX (Episodio 6)
- Julieta Serrano como Rosario (Episodio 7)

## Episodios
| N.º (serie) | Título                       | Director(es)              | Guionista(s)                              | Fecha de emisión        | Audiencia     |
| ----------- | ---------------------------- | ------------------------- | ----------------------------------------- | ----------------------- | ------------- |
| 1           | «Poco católica»              | Paco León y Anna R. Costa | Anna R. Costa, Fernando Pérez y Paco León | 8 de noviembre de 2018  | 62.000 (0,3%) |
| 2           | «I love mojama»              | Paco León y Anna R. Costa | Anna R. Costa, Fernando Pérez y Paco León | 8 de noviembre de 2018  | 43.000 (0,2%) |
| 3           | «Puta paya»                  | Paco León y Anna R. Costa | Anna R. Costa, Fernando Pérez y Paco León | 9 de noviembre de 2018  | —             |
| 4           | «Directo fiesta»             | Paco León y Anna R. Costa | Anna R. Costa, Fernando Pérez y Paco León | 9 de noviembre de 2018  | —             |
| 5           | «Muy americana»              | Paco León y Anna R. Costa | Anna R. Costa, Fernando Pérez y Paco León | 16 de noviembre de 2018 | —             |
| 6           | «Más flores que a la virgen» | Paco León y Anna R. Costa | Anna R. Costa, Fernando Pérez y Paco León | 16 de noviembre de 2018 | —             |
| 7           | «Dios es Dios y yo soy yo»   | Paco León y Anna R. Costa | Anna R. Costa, Fernando Pérez y Paco León | 23 de noviembre de 2018 | —             |
| 8           | «What's autorización?»       | Paco León y Anna R. Costa | Anna R. Costa, Fernando Pérez y Paco León | 23 de noviembre de 2018 | —             |

## Premios

### Premios Platino
| Año  | Categoría                                                  | Persona       | Resultado |
| ---- | ---------------------------------------------------------- | ------------- | --------- |
| 2019 | Mejor miniserie o teleserie cinematográfica iberoamericana | Arde Madrid   | Ganadora  |
| 2019 | Mejor interpretación femenina en miniserie o teleserie     | Inma Cuesta   | Nominada  |
| 2019 | Mejor interpretación femenina en miniserie o teleserie     | Anna Castillo | Nominada  |

### Premios Feroz
| Año  | Categoría                              | Persona       | Resultado |
| ---- | -------------------------------------- | ------------- | --------- |
| 2019 | Mejor serie de comedia                 | Arde Madrid   | Ganador   |
| 2019 | Mejor actriz protagonista de una serie | Inma Cuesta   | Ganadora  |
| 2019 | Mejor actriz de reparto de una serie   | Anna Castillo | Ganadora  |

### Premios MiM Series
| Año  | Categoría                 | Persona     | Resultado |
| ---- | ------------------------- | ----------- | --------- |
| 2020 | PREMIO DAMA a MEJOR DRAMA | Arde Madrid | Ganadora  |